# Система природы

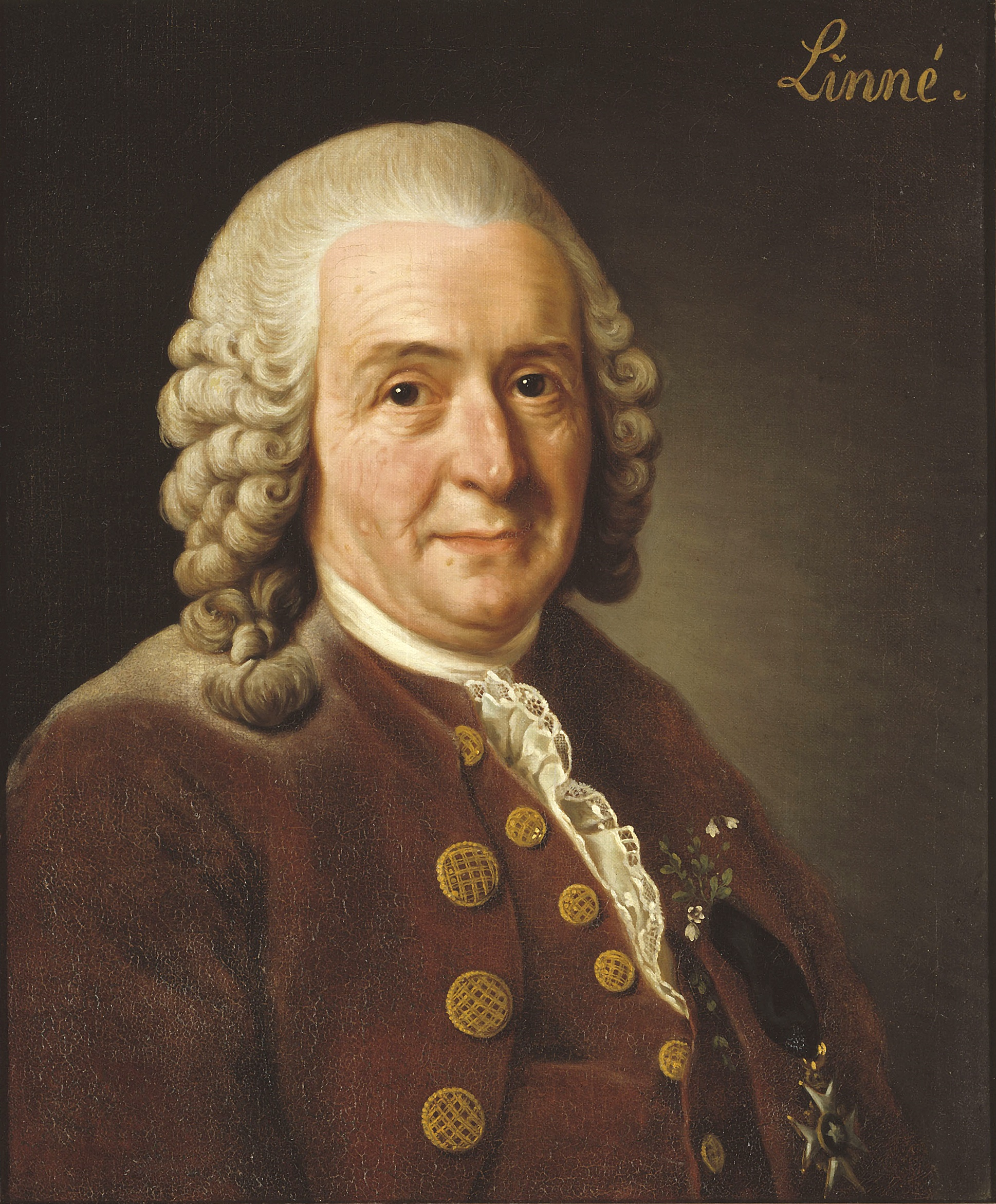
Портрет Карла Линнея (1775) кисти шведского художника Александра Рослина

«Система природы» (лат. Systema naturæ) — одно из наиболее известных произведений шведского врача и натуралиста Карла Линнея (1707—1778); основополагающее сочинение в традиции научной биологической систематики. Представляет собой оригинальную классификацию («систематическое расположение по классам, отрядам, родам и видам») трёх царств природы — минерального, растительного и животного.
Первое издание вышло в 1735 году в Лейдене. При жизни Линнея книга выдержала тринадцать переизданий в разных странах (тринадцатое — венское — вышло в 1767 году). Для современной систематической практики наиболее важным является десятое издание, вышедшее в Стокгольме в 1758 году: условная дата его опубликования, 1 января 1758 года, принята за исходный пункт (начальную дату исчисления приоритета) зоологической номенклатуры.

## Исторические сведения

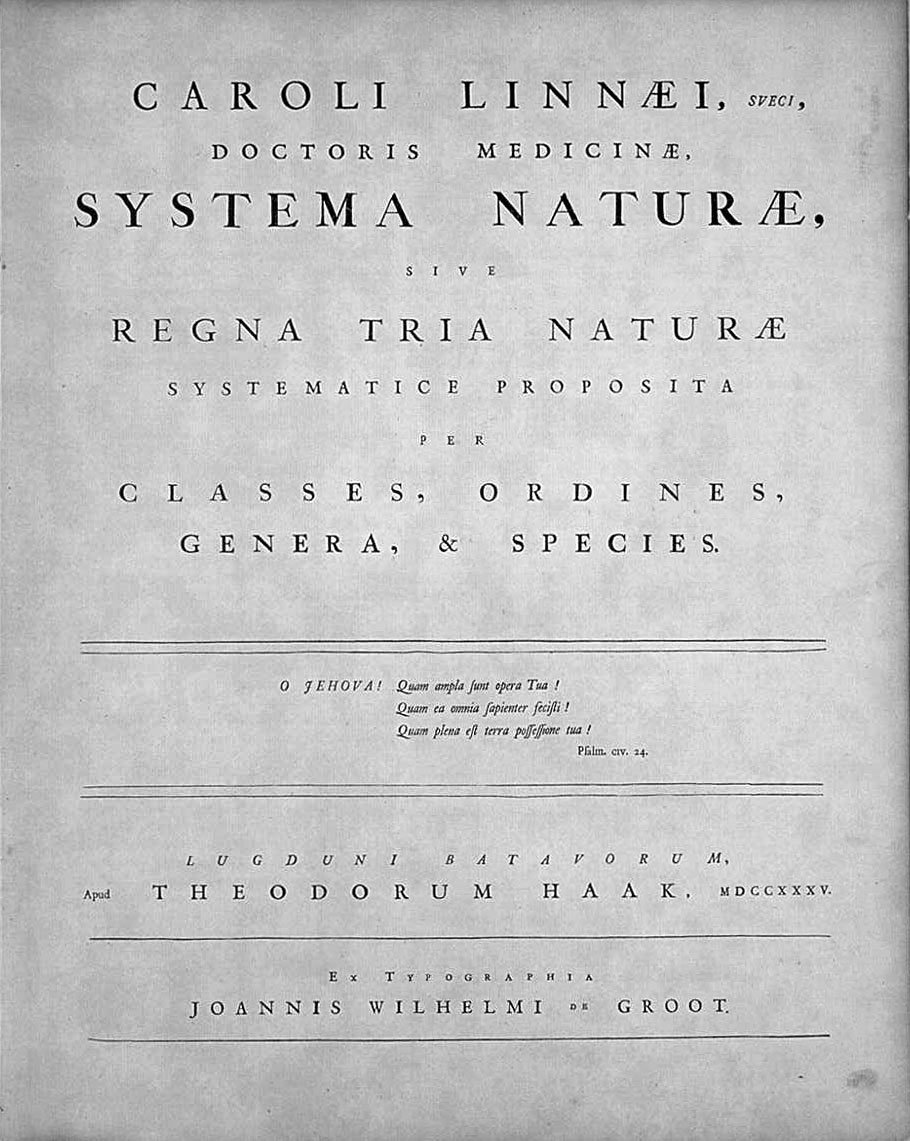
Титульный лист первого издания «Системы природы» (1735)

Systema naturae была написана Линнеем в Швеции. Когда весной 1735 года он отправился в Голландию, рукопись этой работы (как и ещё нескольких работ) он вёз с собой. В июне Линней получил степень доктора медицины в университете Хардервейка, защитив подготовленную ещё дома диссертацию. С изданием «Системы природы» Линнею помог Ян Гроновиус (1686—1762), доктор медицины и ботаник из Лейдена: он был настолько восхищён этой работой, что выразил желание напечатать её за свой счёт. Книга была опубликована в Лейдене летом 1735 года в издательстве Теодора Хаака.
Публикация этой работы открыла Линнею дорогу в круг учёных врачей, натуралистов и собирателей Голландии, обращавшихся вокруг пользовавшегося европейской известностью профессора Лейденского университета Германа Бургаве (1668—1738). Доступ к Бургаве был весьма затруднён, однако после выхода из печати «Системы природы» он сам пригласил к себе Линнея, а вскоре именно Бургаве уговорил Линнея не уезжать на родину и остаться в Голландии.

## Название книги
Полное название книги было гораздо длиннее и менялось со временем.
Так, первое издание называлось Systema naturae sive regna tria naturae systematice proposita per classes, ordines, genera, & species (лат.) («Система природы, или три царства природы, систематически расположенные по классам, отрядам, родам и видам»), а десятое — Systema naturæ per regna tria naturæ, secundum classes, ordines, genera, species, cum characteribus, differentiis, synonymis, locis («Система природы по трём царствам природы, согласно классам, отрядам, родам, видам, с характеристиками, дифференциями, синонимами и местообитаниями»; под характеристиками здесь подразумеваются характеристики родов, а под дифференциями — так называемые видовые отличия, а именно краткие диагностические фразы, добавлявшиеся к имени рода для образования имени вида).

## Форма представления
Первое издание было напечатано большим форматом (листы имели размер примерно 540 мм в ширину и 416 мм в высоту) и содержало всего 14 страниц. Каждому из царств природы (минеральному царству — Regnum lapideum, растительному — Regnum vegetabile, и животному — Regnum animale) был предоставлен отдельный разворот, на котором в виде таблицы были представлены классы и порядки. В ячейки таблицы были вписаны названия родов, а для животных и минералов — и некоторые характерные виды. Изложение начиналось с минерального царства и заканчивалось животным.
Последующие издания работы отличались от первого. Книгу стали печатать в восьмую часть листа, таблицу заменил структурированный список видов, расположенных по родам, отрядам и классам, а порядок рассмотрения царств изменился на противоположный.
Линней сравнивал свою систему с военной картографией: подобно общественному устройству, природа в его представлении состояла из своеобразных стран (царств), земель (классов), уездов (порядков), деревень (родов) и отдельных изб (видов), из которых забирают в солдаты. Самого себя Линней однажды назвал генералом Армии Флоры.

## Содержание
Как в Systema Naturae, так и в других своих работах Линней опирался на принцип divisio et denominatio («разделяй и нарекай»), суть которого заключалась в том, что, образно говоря, природу делили на отдельные элементарные части, которые располагали в определённом порядке, при этом к каждой части прикреплялась своя «этикетка».
Порядок, в котором в Systema Naturae были расположены растения, был основан на половых особенностях растений, а именно на расположении, строении и числе тычинок и пестиков (само понятие о поле у растений не было открытием Линнея, этот факт был известен ещё в XVII веке, однако к 1735 году этот факт ещё не был общепринятым). Всё растительное царство он разделил на 24 класса, при этом первые двадцать три определялись особенностями генеративных органов, а к последнему, XXIV классу, относились так называемые «криптогамы» — растения со скрытыми органами размножения. Свою систему ботанической классификации растений Линней позже применил ко всем известным на тот момент растениям.
При изложении системы животных Линней опирался на оригинальную классификацию из шести классов: четвероногие (позже переименованы им в млекопитающих), птицы, гады, рыбы, насекомые и черви. Первым среди животных указан человек, отнесённый Линнеем к классу Mammalia (млекопитающих), отряду Primates (князей, или приматов), роду Homo (людей), с ироническим видовым отличием nosce te ipsum («познай себя сам»). Кроме вида Homo sapiens Линней различал ещё несколько видов рода Homo (позже, когда описанные им виды стали известны лучше, выяснилось, что эти описания основаны на отрывочных данных о крупных приматах и легендах о полуфантастических племенах туземцев), а в пределах Homo sapiens несколько разновидностей.
Минералы были расположены по оригинальной системе, включавшей, как и у животных с растениями, классы, порядки (отряды) и роды, а также виды, хотя Линней и сомневался в наличии таковых у минералов.

## Исходный пункт зоологической номенклатуры

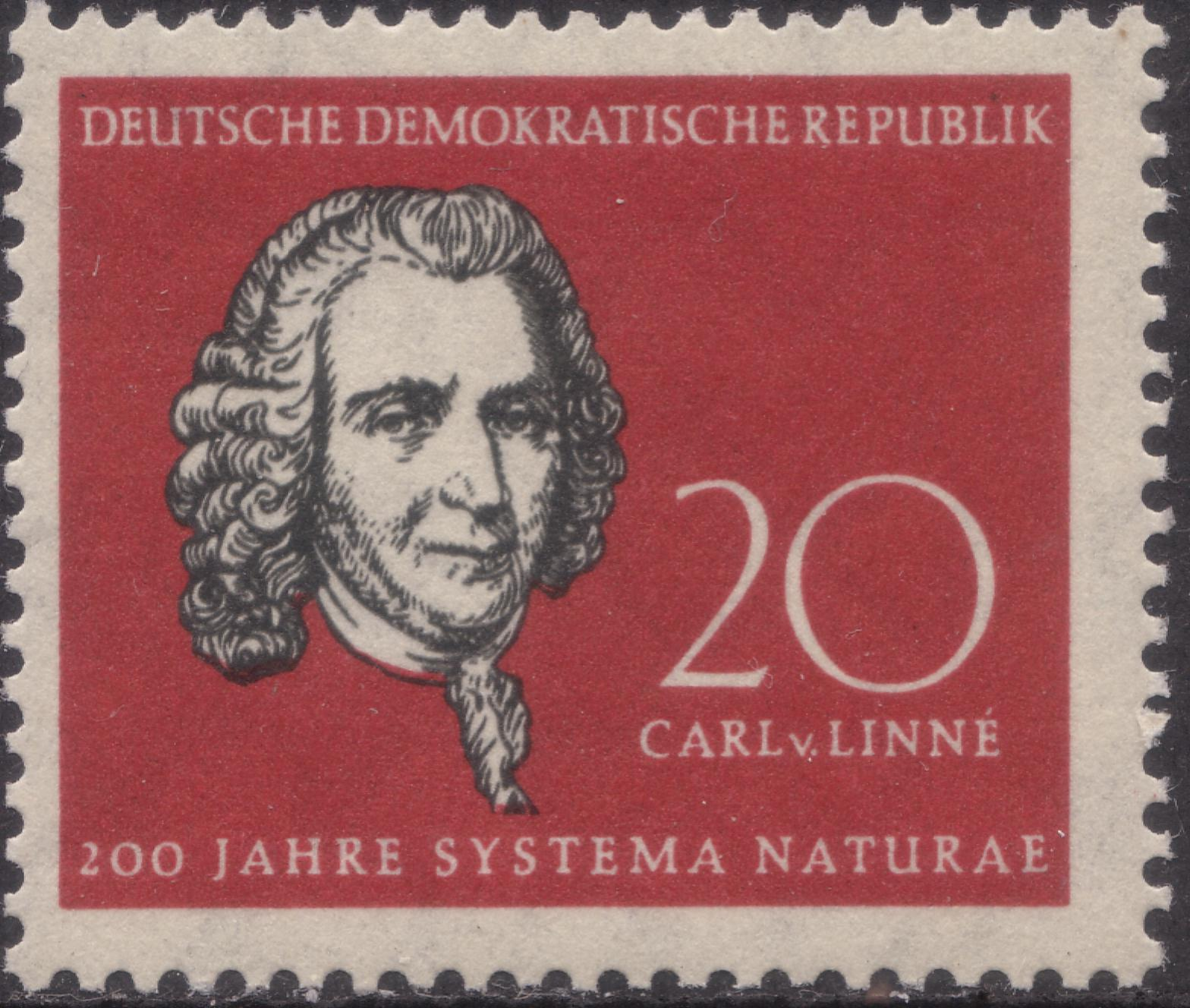
Почтовая марка ГДР выпуска 1958 года, посвящённая 200-летию 10-го издания «Система природы»

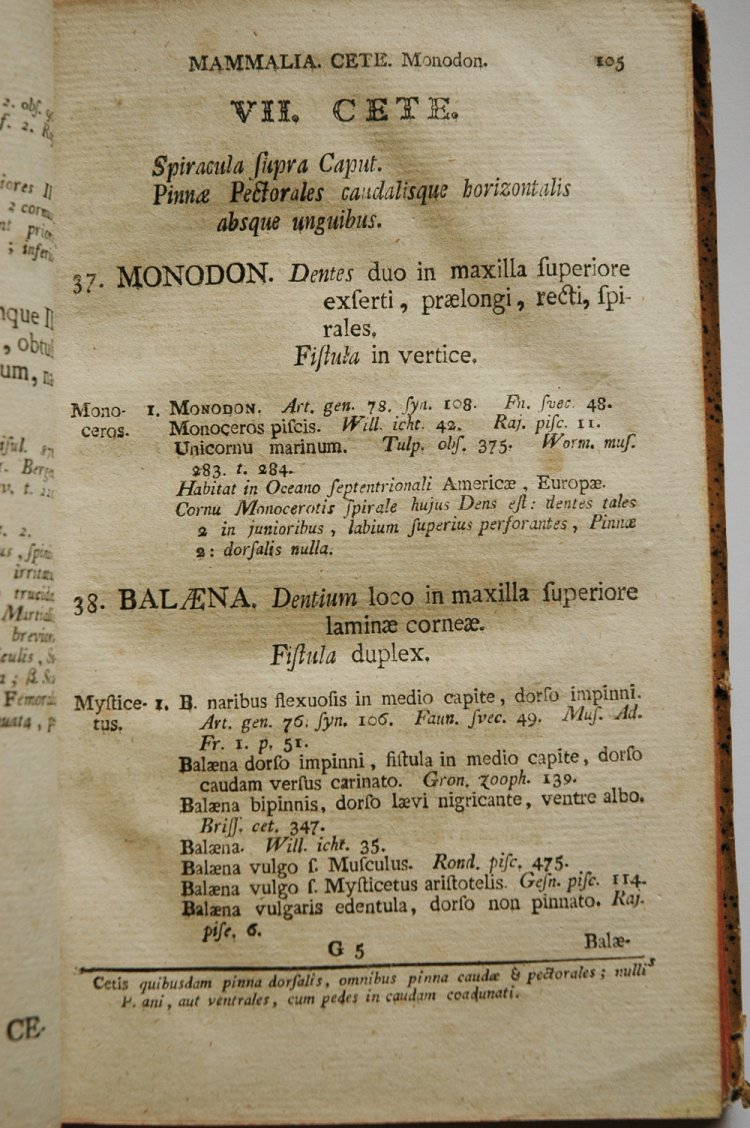
13-е издание Systema Naturae (1767), с. 105, описание видов китов Monodon monoceros (нарвал) и Balaena mysticetus (гренландский кит). Слева от описаний видов вынесены nomina trivialia — Monoceros и Mysticetus

В десятом издании на полях появились так называемые nomina trivialia, которые позже стали вторым словом в биномиальных названиях животных и растений. В связи с этим последним нововведением условная дата публикации этой работы (1 января 1758 года) была позже принята за точку отсчета в зоологической номенклатуре. Названия животных, опубликованные ранее этой даты, считаются непригодными для использования в научных работах, даже если они сформированы в соответствии с современными требованиями. Любые другие работы 1758 года считаются опубликованными после неё, и научные названия животных, опубликованные в них, не имеют приоритета перед названиями, данными Линнеем. Это правило не распространяется лишь на работу ученика Линнея Карла Клерка Aranei Svecici («Пауки Швеции», 1757), которая условно считается опубликованной одновременно с десятым изданием Systema naturae, при этом названия пауков в книге Клерка имеют приоритет перед названиями, опубликованными Линнеем в десятом издании Systema naturae.

## Значение книги
«Система природы» сыграла решающую роль в распространении ряда практик, характерных для научной систематики. В первую очередь это касается так называемого систематического метода, согласно которому каждое животное, растение или минерал получали характеристику при помощи системы иерархически вложенных друг в друга категорий царства, отряда, рода и вида. Группы каждого из уровней (рангов) иерархии характеризовались определёнными особенностями, распространявшимися на все подчиненные им группы. Наиболее подробными были характеристики родов. Во времена Линнея считалось, что каждый грамотный врач должен знать роды животных, растений и минералов и помнить их характеристики, после чего ему не составит труда, воспользовавшись системой, найти нужный род и при помощи видового отличия (differentia specifica) установить, с каким именно видом он имеет дело.
Вторым важнейшим нововведением были nomina trivialia, из которых развились применяемые поныне биномиальные названия.

## Издания
- Первое издание:
Systema naturae sive regna tria naturae systematice proposita per classes, ordines, genera, & species :  [лат.]. — Lugduni Batavorum [Leyden] : apud Theodorum Haak, 1735.
- Второе издание:

Стокгольм, 1740.
- Десятое издание:

Systema naturæ per regna tria naturæ, secundum classses, ordines, genera, species, cum characteribus, differentiis, synonymis, locis. Editio decima, reformata. Holmiæ [Stockholm]: impensis direct. Laurentii Salvii. 1758. [4] Bl., S. 6-823.
- Двенадцатое издание (последнее издание, подготовленное Линнеем), в трёх томах (четырёх книгах), общим объёмом более 2,5 тысяч страниц[7]

1766—1768.
Systema naturæ per regna tria naturæ: secundum classes, ordines, genera, species cum characteribus, differentiis, sinonimis, locis. (том I)
Tomus I, [Regnum animale]. [Pars I]. 532 p. Holmiae: Impensis Laurentii Salvii. 1766.
Tomus I, [Regnum animale]. [Pars II]. 834 p. Holmiae: Impensis Laurentii Salvii. 1767.
Systema naturæ per regna tria naturæ: secundum classes, ordines, genera, species cum characteribus et differentiis. (тома II и III)
- - Tomus II, [Regnum vegetabile]. 896 p. Holmiae: Impensis Laurentii Salvii. 1767.
  - Tomus III, [Regnum lapideum]. 262 p. Holmiae: Impensis Laurentii Salvii. 1768.
- Тринадцатое издание — было выпущено Иоганном Фридрихом Гмелиным в Лейпциге[8] уже после смерти Линнея в 1788—1793 годах.